# Беллфонтен (Орегон)
Беллфонтен (англ. Bellfountain) — переписна місцевість (CDP) в США, в окрузі Бентон штату Орегон. Населення — 74 особи (2020).

## Географія
Беллфонтен розташований за координатами 44°21′55″ пн. ш. 123°21′21″ зх. д. / 44.36528° пн. ш. 123.35583° зх. д. (44.365394, -123.355930).  За даними Бюро перепису населення США в 2010 році переписна місцевість мала площу 3,38 км², уся площа — суходіл.

## Демографія
Згідно з переписом 2010 року, у переписній місцевості мешкало 75 осіб у 27 домогосподарствах у складі 21 родини. Густота населення становила 22 особи/км².  Було 28 помешкань (8/км²).
Расовий склад населення:
| - 96,0 % — білих - 2,7 % — осіб інших рас |

До двох чи більше рас належало 1,3 %. Частка іспаномовних становила 4,0 % від усіх жителів.
За віковим діапазоном населення розподілялося таким чином: 28,0 % — особи молодші 18 років, 58,7 % — особи у віці 18—64 років, 13,3 % — особи у віці 65 років та старші. Медіана віку мешканця становила 38,5 року. На 100 осіб жіночої статі у переписній місцевості припадало 114,3 чоловіків;  на 100 жінок у віці від 18 років та старших — 107,7 чоловіків також старших 18 років.
Цивільне працевлаштоване населення становило 11 осіб. Основні галузі зайнятості: освіта, охорона здоров'я та соціальна допомога — 100,0 %.